# Boarmia suasaria
Boarmia suasaria är en fjärilsart som beskrevs av Achille Guenée 1857. Boarmia suasaria ingår i släktet Boarmia och familjen mätare. Inga underarter finns listade i Catalogue of Life.